# Self Winding Clock Company
La Self Winding Clock Company (SWCC ) va ser un important fabricant de rellotges electromecànics des de 1886 fins al voltant de 1970. Amb seu a la ciutat de Nova York, l'empresa va ser una de les primeres en donar corda als seus rellotges amb un motor elèctric en lloc de fer-ho manualment.
Un mecanisme patentat donava corda automàticament al ressort principal cada hora mitjançant un petit motor elèctric. Un interruptor de contacte muntat a l'eix central del rellotge s'activava cada hora, donant cada vegada una volta al ressort principal, repetint de forma consecutiva, d'hora en hora, aquesta acció de donar corda. L'alimentació del motor es feia mitjançant bateries i les bateries duraven aproximadament un any.

## Història

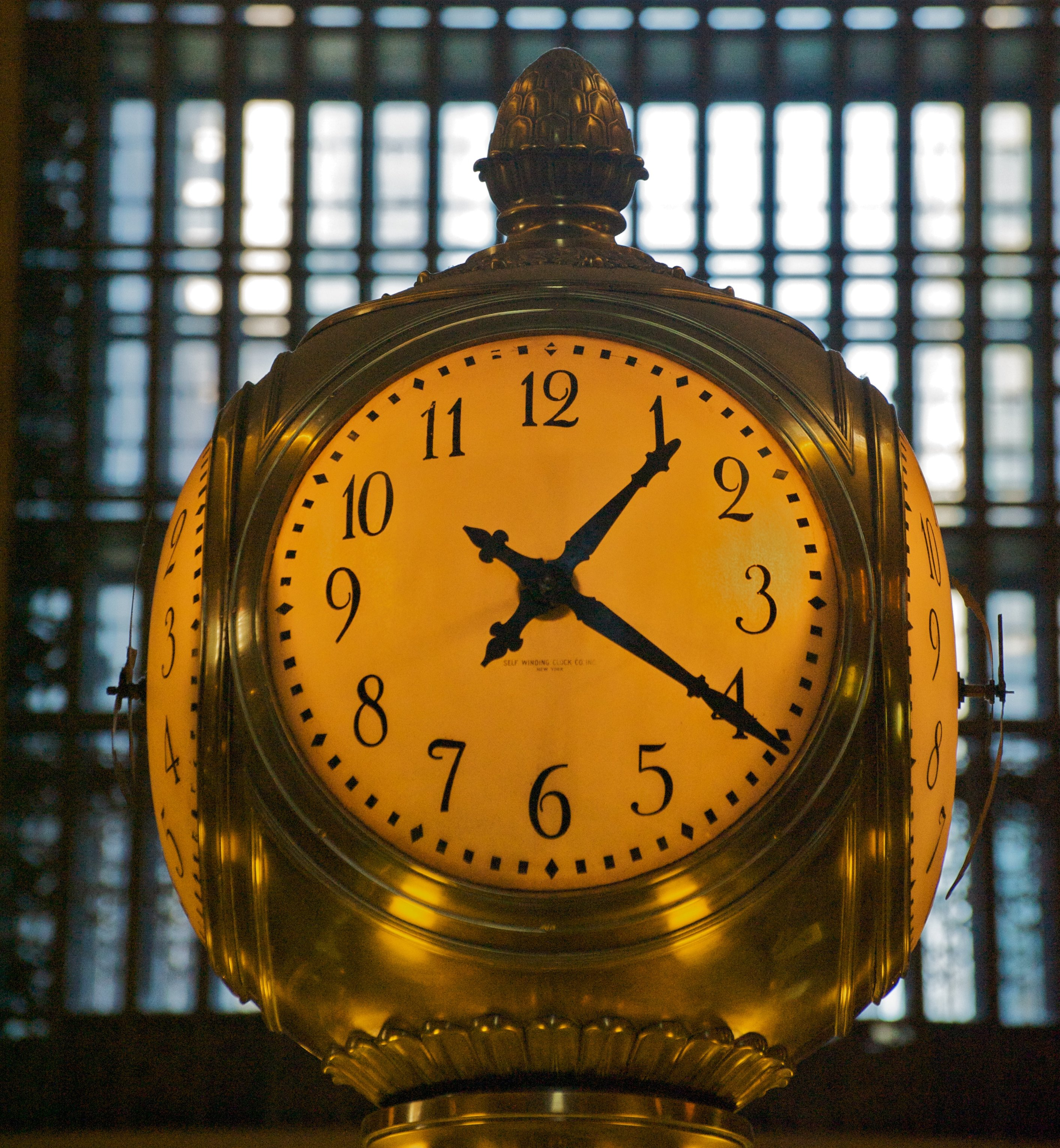
Rellotge al quiosc d'informació del Grand Central Terminal. El rellotge té quatre esferes de 24" i va ser fabricat per la Self Winding Clock Company. Es va instal·lar l'any 1913.

El moviment de rellotge de la Self Winding Clock Company va ser patentat per un dels fundadors de l'empresa, Chester Henry Pond (1844–1912) el 1884 (patent núm. 308.521), que també va ser director de la Gamewell Fire Alarm-Telegraph Company. Va ser un excel·lent fabricant d'instruments i un pioner en el desenvolupament en el camp de l'electricitat. Va dissenyar un petit motor elèctric i el va combinar amb un mecanisme de rellotge convencional.
El 1886, Pond va patentar un dispositiu de correcció que utilitzava el corrent elèctric per activar una palanca mecànica connectada al moviment del rellotge. Aquest conjunt de correcció movia les agulles del rellotge amb precisió per mantenir el rellotge a l'hora (patent núm. 339.688). Si el rellotge no era del tot precís, es corregia en rebre el senyal horari a través d'una línia de telègraf d'un rellotge mestre calibrat a l'Observatori Naval dels EUA. Aquesta correcció es va anomenar sincronització, i la majoria de rellotges SWCC estaven equipats amb aquesta opció.
La fàbrica original de SWCC es trobava al número 205 de Willoughby Avenue a Brooklyn, Nova York. davant de l'Institut Pratt i ara forma part del campus de l'Institut Pratt. Charles Pratt (1830–1891), el fundador del Pratt Institute, també va ser un dels fundadors de la SWCC i l'empresa va iniciar negoci als seus edificis. La fàbrica de SWCC va romandre a Brooklyn fins que es van traslladar al carrer Varick 75, de Nova York en algun moment dels anys 50, per a fer espai per a l'expansió a l'Institut Pratt. A part de la fabricació de rellotges a Brooklyn, SWCC va tenir oficines comercials a diversos llocs de la ciutat de Nova York al llarg de la seva llarga història.

## Moviments de rellotge

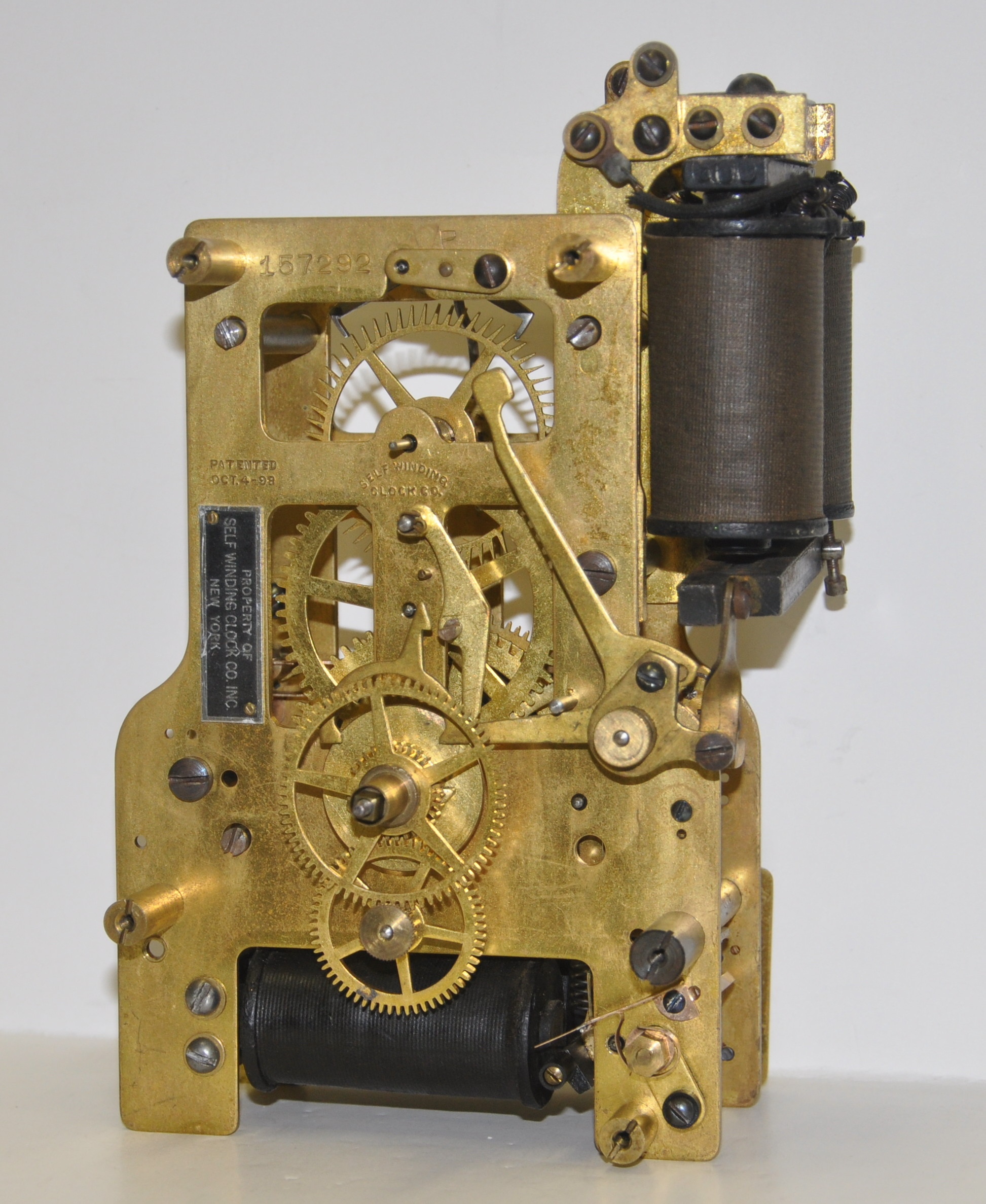
Moviment de vibrador Style F

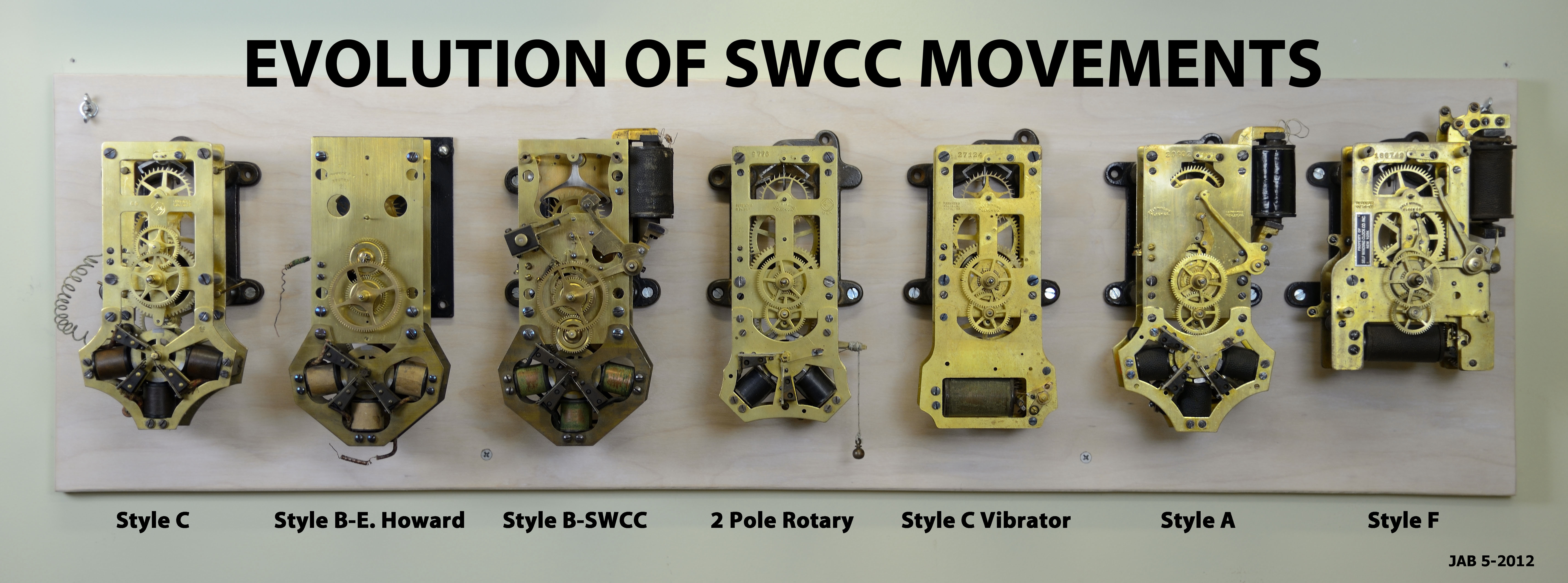
Set estils de moviments SWCC. Estils C i B de 1886 fins l'estil F de 1898

Quan la Self Winding Clock Company va començar a fabricar rellotges, la gran majoria dels moviments reals de rellotge eren fets per Seth Thomas Clock Company i la resta per E. Howard &amp; Co. Els rellotges més cars solien estar equipats amb el moviment de grau superior fet per E. Howard. Aleshores, SWCC va adaptar als moviments els seus motors de donar corda i l'aparell de sincronització. Els moviments es muntaven en caixes de diversos dissenys, sovint en estils de caixa similars als de les empreses Seth Thomas i E. Howard. SWCC ya estava fabricant els seus propis moviments de rellotge el 1892, ja que tots els d'aquesta època porten el segell "Self Winding Clock Co". Els moviments anteriors estaven estampats amb les marques Seth Thomas o E. Howard.
La característica única dels rellotges SWCC era el fet de donar corda als rellotges elèctricament. L'èxit de SWCC depenia que els rellotges donessin corda de manera fiable cada hora sense fallar. El motor de donar corda era l'element del rellotge que tenia més probabilitats de fallar. Durant un període d'uns 15 anys, el disseny dels moviments SWCC va passar per una sèrie de modificacions destinades a millorar-ne la fiabilitat. Els primers diferents sis estils de SWCC tenien el motor de donar corda afegit al moviment . El disseny final, anomenat moviment "F" o moviment de vibrador, va ser una millora important. Aquest moviment, amb petites modificacions, es va utilitzar durant més de 60 anys. En aquest disseny, el motor va demostrar ser molt més fiable que els anteriors formant part integral del moviment en lloc d'estar afegit a sota del rellotge. El motor del moviment "F" utilitzava un moviment de vibració en sentit amunt/avall en lloc del moviment rotatiu, per donar corda al ressort principal.
SWCC va marcar tots els seus moviments amb números de sèrie, assignats en ordre ascendent, que s'utilitzaven per fer l'inventari. És possible datar aproximadament el moment de fabricació d'un moviment en funció del número de sèrie. Els primers moviments "F" es van fer des de l'any 1898 fins als anys quaranta. Tanmateix, no és possible datar automàticament un rellotge determinat pel número de sèrie del moviment. SWCC tenia la pràctica d'intercanviar moviments de rellotge en lloc de reparar-lo i tornar-lo després al mateix rellotge. Això fa que poques vegades es trobi un rellotge SWCC amb el seu moviment original. Els números d'etiquetes d'identificació sovint no coincideixen amb els números de sèrie del moviment perquè les etiquetes no es van canviar quan es va canviar el moviment. El nombre total de moviments "F" fabricats podria ser confús. Els números de sèrie més baixos es troben en el rang de 33.000 i el més alt es troba en el rang de 402.000. Hi ha grans llacunes de numeració i s'ha calculat que probablement es van fabricar uns 200.000 moviments.

## Servei horari de Western Union

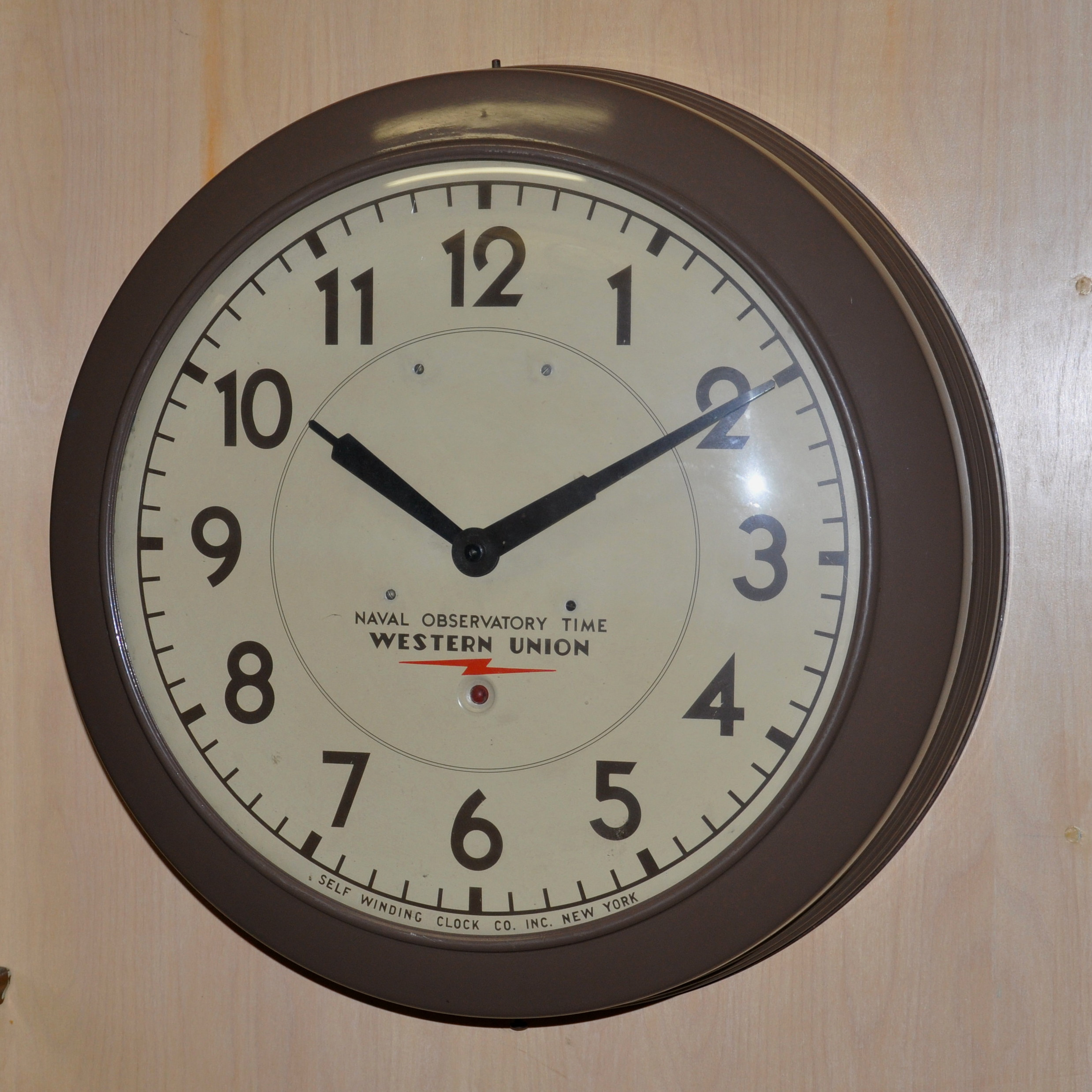
Rellotge Western Union SWCC

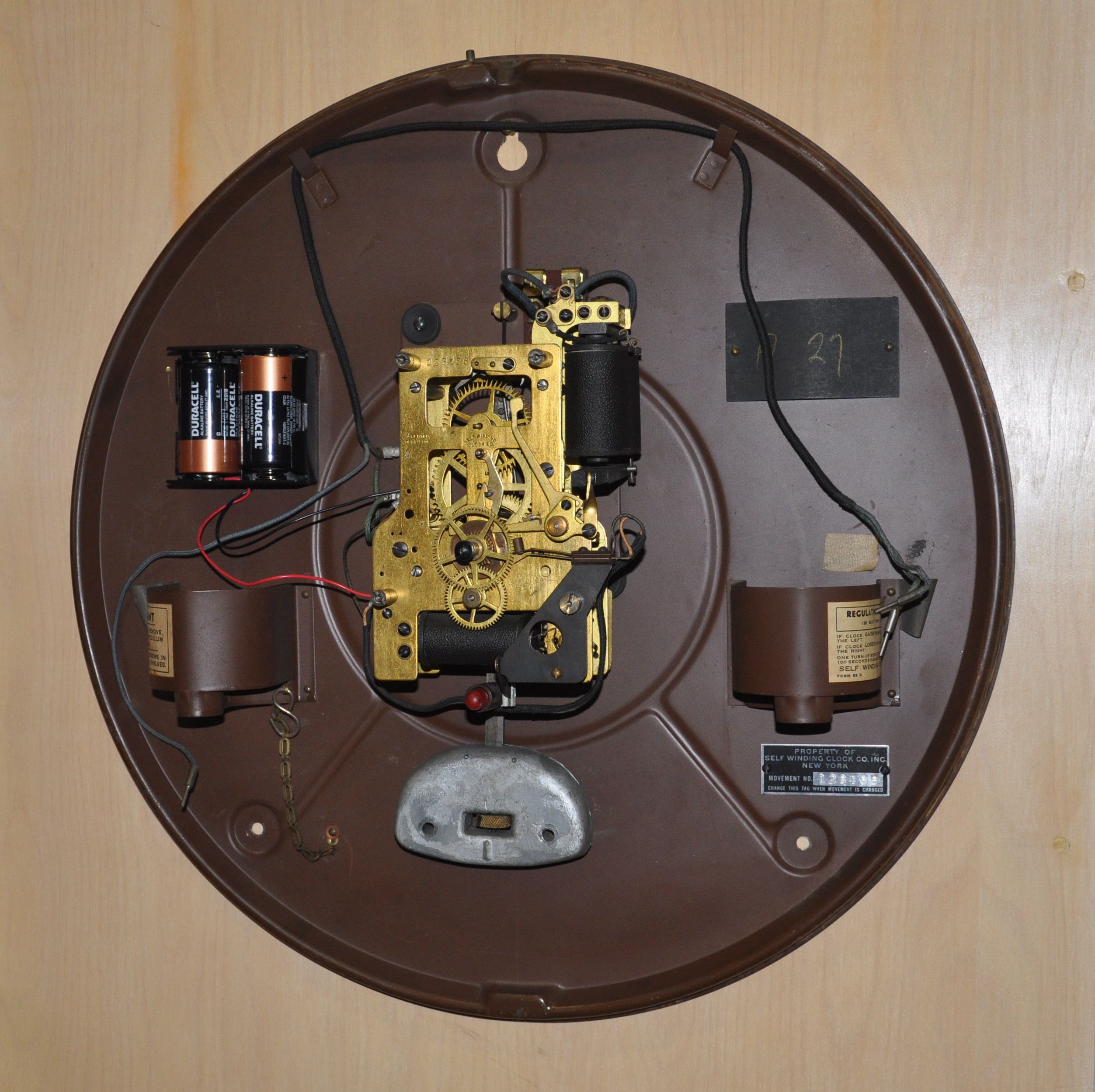
Interior del rellotge Western Union SWCC

La relació de la Self Winding Clock Company amb Western Union (WU) va començar amb un acord entre les empreses el juny de 1889. La seva finalitat era la transmissió de senyals de temps a través de les línies de telègraf de la Western Union per sincronitzar els rellotges fets per SWCC. L'empresa era la propietària dels rellotges i WU els va instal·lar i mantenir per una quota mensual, que oscil·lava entre 1,25 i 2,00 dòlars per rellotge. A SWCC se li va pagar un percentatge de la quota de lloguer per proporcionar rellotges als clients de WU. Si els moviments del rellotge requerien reparacions importants, s'enviaven a una instal·lació de reparació de SWCC i WU va instal·lar un moviment de substitució a la ubicació del client. L'associació entre SWCC i WU va acabar el 1963 quan, com a part d'un acord de demanda, WU va comprar tots els rellotges de lloguer de SWCC. A finals de la dècada de 1960, el negoci del servei de temps havia seguit el seu curs i va deixar de ser rendible. La majoria dels rellotges estaven simplement abandonats.

## Dissenys de rellotges notables
Els rellotges SWCC s'utilitzaven normalment en sistemes de temps sincronitzats. Sistemes de temps que constaven de molts rellotges connectats elèctricament a un rellotge mestre. La majoria dels sistemes es van instal·lar a empreses, fàbriques, bancs, escoles i universitats. Molts ferrocarrils també es basaven en sistemes de rellotge sincronitzats SWCC. Alguns rellotges es venien com a rellotges individuals, però la majoria formaven part dels sistemes de temps. SWCC va oferir molts dissenys molt elegants per als seus rellotges i els rellotges es podien comprar per combinar amb qualsevol decoració. Es tractava bàsicament d'articles de catàleg. No obstant això, hi havia molts rellotges i sistemes de rellotge especials únics que van ser instal·lats per SWCC. Aquests pretenien ser declaracions arquitectòniques molt importants. Dues de les instal·lacions més significatives van ser els rellotges de la Grand Central Terminal i l'enorme sistema d'il·luminació i rellotge de quatre esferas de la Metropolitan Life Insurance Company Tower. Els dos rellotges de la imatge de la Grand Central Terminal i els rellotges exteriors de la Metropolitan Life Insurance Tower només eren part dels complexos sistemes de temps sincronitzats de cada propietat. Grand Central Terminal tenia un rellotge mestre que controlava tots els rellotges de la terminal. Metropolitan Life tenia dos rellotges mestres separats. Un controlava els motors dels quatre rellotges exteriors, tocava les campanes del campanar i controlava l'espectacular i complexíssim sistema d'il·luminació exterior. Un altre rellotge mestre SWCC controlava 184 rellotges esclaus a tot l'edifici original. També es van instal·lar sistemes complexos sincronitzats SWCC al metro de Londres. La instal·lació subterrània va començar l'any 1905 i finalment va incloure uns 600 rellotges SWCC.